# Nagy nyugati egyházszakadás
A nagy nyugati egyházszakadás (latin: ecclesiae occidentalis schisma) 1378 és 1415/1417 között, közel négy évtizedig tartott, amikor a katolikus egyház egyik központja Róma, a másik Avignon volt.
A szakadás káros következményei hamar érzékelhetővé váltak az országok vallási és gazdasági életében egyaránt. A kiátkozások, amelyekkel a pápák a másik fennhatósága alá tartozó területeket sújtották, a hívőkben gyötrő bizonytalanságot okoztak az üdvösségüket illetően. A kettős pápaság és a rossz gazdálkodás miatt megkettőződött az anyagi teher is, amely a népre nehezedett. A pápaság és az egyéb egyházi intézmények hanyatlása siettették a nagy reformkísérletek korszakának beköszöntét.

## Európa megoszlása

A szakadásban a különböző pápák mögé felsorakozó Európa térképe. A Német-római Birodalom megosztott volt.

- Az avignoni pápát támogatók (VII. Kelemen és utódai):

Franciaország, Aragónia, Kasztília és León, Szardínia, Szicília, Nápoly, Savoya, Ciprus, Burgundia, Skócia és Wales és egy sor nyugat és délnémet tartomány, főként Habsburg-területek (később a Habsburgok Rómához csatlakoztak).
- A római pápát támogatók (VI. Orbán és utódai):

Közép- és Észak-Itália (pl. a Velencei Köztársaság), a keleti és északi országok, így pl. Dánia, Svédország, Norvégia, Lengyelország (később Lengyelország-Litvánia), Magyarország, Flandria, Anglia, Írország (angol uralom).
Portugália, a Habsburg-területek és a mainzi érsekség Avignontól aztán Rómához állt.
Az uralkodók állásfoglalását hatalmi érdekek határozták meg.

## Történet

### Kezdete
1377-ben XI. Gergely pápa költözködése nyomán véget ért az avignoni pápaság közel hetven éven át tartó időszaka. 
A következő évben meghalt a pápa. A halálos ágyán az egyre nagyobb hatalomra törekvő konzisztórium aláíratta Gergellyel a Periculis et detrimentis kezdetű bullát, amelyben Gergely elismeri, hogy a konklávén egy jelöltnek nem kell megszereznie a kétharmados többséget. Ez a pápai törvény pedig hamarosan legalizálta az egyházszakadást. 
A francia túlsúllyal bíró konklávén a huszonhárom bíboros közül csak tizenhat jelent meg Rómában, hogy megválasszák az új egyházfőt. A fennmaradó hét Avignonban maradt, mondván, ők nem hajlandóak részt venni egy itáliai választáson.
A pápaválasztók előtt nem volt egyszerű a feladat, hiszen olyan személyt kellett választaniuk, aki egyszerre elégíti ki a francia és az itáliai klérus igényeit, és a kapuknál tolongó rómaiak sem lincselik meg őket a választás miatt. A vita kezdett elhúzódni és három nap múltán a Szent Péter-téren összegyűlt tömeg már egyre türelmetlenebb lett. Április 10-én félrerántották a vészharangokat, és egy hírnök elmondta a bíborosoknak, hogy a tömeg eredményre vár, és már nem tudják sokáig kordában tartani őket. Majd megkoronázták Prignano érseket, aki a VI. Orbán uralkodói nevet vette fel.
A pápaválasztás után Fondiba menekültek az Orbán-ellenes bíborosok. A pápa mellett megválasztása után két hónappal mindössze három itáliai bíboros állt ki, akiket Orbán Fondiba küldött, hogy győzzék meg a kollégium többi tagját törvényes uralkodásáról. 
A Fondiban összegyűlt régi konzisztórium hamarosan levelet küldött a pápának, amelyben két kiutat javasoltak a válságból. Az egyik egy egyetemes zsinat összehívása volt, a másik egy bíborosok által diktált szerződés. A pápa válaszra sem méltatta a kezdeményezést, így ezt hamarosan egy keményebb hangvételű levél követte. Miután erre sem reagált az újonnan szervezett Orbán-párti kúria, augusztus 2-án kiadták a Declaration címet viselő levelüket, amelyben vád alá helyezték a pápát, és jogilag valamint történelmileg sem ismerték el egyházfőnek. A fondi bíborosok felvették a kapcsolatot V. Károly, francia királlyal is, aki bátorította a kardinálisokat, hogy az üresnek nyilvánított egyházi trónra válasszák meg a legitim pápát. A bíborosok tehát megfelelő világi hátteret maguk mögött tudva 1378. szeptember 20-án Genfi Róbert bíborost választották meg törvényes pápának, aki felvette a VII. Kelemen uralkodói nevet. Ezzel az egy és oszthatatlan katolikus egyháznak tehát szeptembertől két feje lett. Orbán természetesen azonnal kiközösítette Kelement és az őt támogató bíborosokat, de Kelemen teljes pápai jogának birtokában ugyanezt tette Orbánnal és híveivel. Az európai uralkodók természetesen csak az egyik pápa jogát ismerték el. Így gyakorlatilag mindenki a kiközösítés állapotába került.

### A pápák 3. sora
A keresztény világot megrázó esemény vitákat gerjesztett és sokan egy egyetemes zsinat összehívásában látták a skizma feloldásának lehetőségét, ahol mindkét pápát lemondatják, és helyükre az egyesült bíborosok választanak egyházfőt, akit mindenki elismer. Ekkorra már a bíborosi kar nagy része mindkét pápától eltávolodott, és elkezdte szervezni a zsinatot, amelyet 1409-re hirdettek meg.
Az 1409. évi pisai zsinaton mindkét addigi egyházfő bíborosainak nagy része részt vett és egy új egyházfőt választottak, méghozzá a zsinat vezetőjének személyében. 1409. június 26-án Pietro Philargi-t pápává választották, aki felvette az V. Sándor nevet és Bolognában ütötte fel a székhelyét. De sem a római, sem az avignoni pápa nem távozott a hatalomból, így egyszerre már három pápa uralkodott. V. Sándor pontifikátusa nem sokáig tartott, mert már a következő évben távozott is az élők sorából. Őt XXIII. János követte a pisai pápák sorában.

### A pápák
A skizma pápái:
| - Avignonban (az ábrán kék): VII. Kelemen (1378 - 1394) XIII. Benedek (1394 - 1417) |  | - Rómában (az ábrán zöld): VI. Orbán (1378 - 1389) IX. Bonifác (1389 - 1404) VII. Ince (1404 - 1406) XII. Gergely (1406 - 1417) |  | - A pápák 3. sora (sárga): V. Sándor (1409 - 1410) XXIII. János (1410 - 1417) |  |

### A skizma vége
A Luxemburgi Zsigmond által megszervezett 1414-18-as konstanzi zsinat egyik fő célja az egyházszakadás felszámolása volt.
Az 1415. március 30-i ülésen a következő végzéseket hirdették ki:
- 1. a zsinat törvényesen gyűlt össze, hatalma Krisztustól származik, azért mindenki (maga a pápa is) engedelmeskedni köteles neki mindenben, ami a hitre és a szakadás megszüntetésére vonatkozik;
- 2. a pápa nem távolíthatja el az Apostoli Szentszék hivatalnokait Konstanzból, az ellenszegülők esetleges pápai büntetése érvénytelen;
- 3. a pápa Konstanzból való távolléte alatt nem nevezhet ki bíborosokat.

XXIII. Jánost a zsinat felfüggesztette, megfosztották méltóságától és börtönbe zárták. XII. Gergely 1415. május 13-án önként lemondott a pápai méltóságról. XIII. Benedek a spanyolok és a skótok védelmében bízva vonakodott lemondani. 1415. szeptember 19-én Zsigmond király személyesen utazott el Perpignanba, hogy rávegye Benedeket a lemondásra, de minden próbálkozása hiábavaló volt. Zsigmond decemberben Narbonne-ba tanácskozást hívott össze, amelyre azoknak az országoknak a képviselőit hívta meg, akik támogatták Benedeket. Csak egyetlen ország, Aragónia nem volt hajlandó teljesen elállni Benedek mellől, bár lassan végül kihátrált mögüle. Ezért az idős ellenpápa hamarosan szülőföldjére menekült, és megtépázott udvarát a Valenciához közeli családi birtokán, Peñiscola várában rendezte be. Itt még egy követség kereste fel a konstanzi zsinatról, és amikor ők sem tudták rávenni, hogy lemondjon a pápai trónról, a konstanzi zsinat 1417. július 27-én megfosztotta őt méltóságától, és a pápai trónt üresnek nyilvánította, és pápaválasztást írt ki. 
1417. nov. 11-én egyhangúlag megválasztották Colonna Ottó bíborost, aki pápaként az V. Márton nevet vette föl.

## Fordítás
- Ez a szócikk részben vagy egészben  a   Western Schism című angol Wikipédia-szócikk fordításán alapul.  Az eredeti cikk szerkesztőit annak laptörténete sorolja fel. Ez a jelzés csupán a megfogalmazás eredetét és a szerzői jogokat jelzi, nem szolgál a cikkben szereplő információk forrásmegjelöléseként.